# تسويق الخدمات

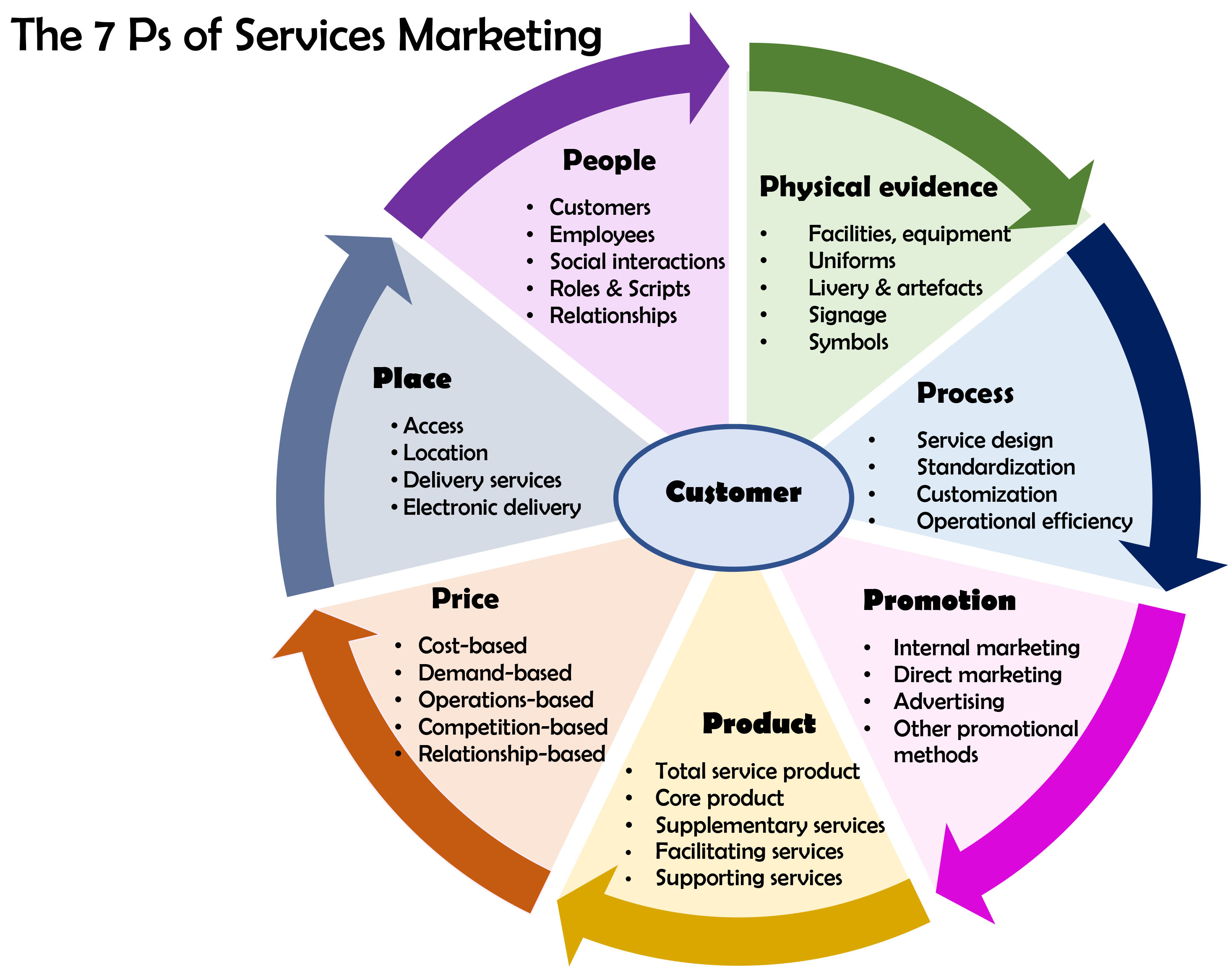
نموذج الـ 7 P's في تسويق الخدمات: تمثيل بصري مبسط لدور العناصر السبعة (7Ps) في تعزيز الاستراتيجيات التسويقية

يُعتبر تسويق الخدمات (بالإنجليزية: Services marketing)‏ أحد الفروع الاختصاصية للتسويق. ظهر تسويق الخدمات كحقل دراسة منفصل في أوائل ثمانينيات القرن المنصرم، بعد إدراك حقيقة أن الميزات الفريدة للخدمات تطلبت استراتيجيات مختلفة بالمقارنة مع تسويق السلع المادية.
يشير مصطلح تسويق الخدمات عادة إلى خدمات البيع بالتجزئة ومعاملات الشركات، ويتضمن تسويق خدمات مثل خدمات الاتصالات، والخدمات المالية، وجميع أنواع الضيافة، وخدمات الترفيه والتسلية السياحية، واستئجار السيارات، والعناية بالصحة، والخدمات المهنية، والتجارية. عادة ما يستخدم مسوقو الخدمات مزيجًا تسويقيًا موسعًا يتألف من سبعة عناصر، وهي: المنتَج، والسعر، والمكان، والترويج، والأشخاص، والدليل المادي، والعملية. يناقش أحد المناهج المعاصرة، الذي يُعرف باسم منطق الخدمة المسيطر، فكرة أن الاختلاف بين المنتَجات والخدمات الذي استمر طوال القرن العشرين كان زائفًا وأخفى حقيقة بيع الجميع للخدمات. يغير منطق الخدمة المسيطر الطريقة التي يفهم المسوقون عن طريقها مفهوم القيمة المقترحة، كما أنه يغير المفاهيم المتعلقة بدور المستهلك في عملية توصيل الخدمة.

## الخدمات: تعاريف
تعرّف الجمعية الأمريكية للتسويق تسويق الخدمات على أنه وظيفة تنظيمية ومجموعة من العمليات تسعى لتحديد، أو خلق، أو تواصل، أو توصيل قيمة ما إلى الزبائن، ولإدارة علاقات العملاء بطريقة تقدم النفع إلى المنظمة وأصحاب المصالح. تُعتبر الخدمات (عادة) نشاطات اقتصادية غير ملموسة يقدمها طرف إلى آخر. تحقق الخدمات المقدمة النتائج المرجوة خلال فترة زمنية معينة للمستقبلين، والأشياء، وأصول أخرى تقع مسؤوليتها على عاتق المشترين. يتوقع مشترو الخدمات تقديم قيمة ما من سلع، أو عمل، أو مهارات مهنية، أو منشآت، أو شبكات، أو أنظمة مقابل تقديم المال، أو الوقت، أو الجهد، لكنهم لا يملكون أيًا من العناصر المادية المطلوبة.
يمكن تعريف استقبال الخدمة على أنه المدة التي يتعامل فيها الزبون مع الخدمة. عادة ما يتضمن تفاعل الزبون مع مزود الخدمة التواصل وجهًا لوجه مع المسؤول عن تقديم الخدمة، بالإضافة إلى التفاعل مع العناصر المادية لبيئة الخدمة بما في ذلك المنشآت والمعدات.

## مفاهيم الخدمة
ناقش العلماء مطولًا فكرة طبيعة الخدمات. ركزت إحدى أقدم محاولات تعريف الخدمات على نقطة اختلافها عن السلع. أبرزت تعاريف أواخر القرن الثامن عشر وبدايات القرن التاسع عشر طبيعة الملكية وتكوين الثروة. جادل الاقتصاديون الكلاسيكيون فكرة أن السلع أشياء ذات قيمة يمكن بناء حقوق الملكية وتبادلها استنادًا عليها. تنطوي الملكية على حيازة شيء مادي من خلال عملية الشراء، أو المقايضة، أو كهدية من المنتِج أو المالك السابق، وتتبع ملكيته قانونيًا للمالك الحالي. على النقيض من ذلك، عند شراء الخدمات، لا تنتقل ملكية السلع.

### وجهات نظر تاريخية
ميّز عمل آدم سميث الإبداعي، ثروة الأمم، بين مخرجات ما أسماه العمالة «المنتِجة» و«غير المنتِجة». صرّح أن العمالة المنتجة تعني أنه من الممكن تخزين السلع المنتَجة سابقًا بعد إنتاجها ومقايضتها تدريجيًا مقابل المال أو أشياء أخرى ذات قيمة. لكن أدت العمالة غير المنتجة سواء كانت «محترمة...أو مفيدة... أو ضرورية» خدمات زائلة لحظة إنتاجها وبالتالي لا تساهم في تكوين الثروة.
ناقش عالم الاقتصاد الفرنسي جان بابتست ساي فكرة أن الإنتاج والاستهلاك أمران متلازمان في الخدمات، وصاغ مصطلح «المنتجات غير المادية» لوصفها. في عشرينيات القرن العشرين، كان ألفريد مارشال ما يزال يستخدم فكرة أن الخدمات «منتجات غير مادية».
كتب جون ستيوارت مل أن الخدمات هي «خدمات غير ثابتة أو مجسدة في أي شيء، ولكنها تتكون من خدمة مقدمة ليس إلا... دون استحواذ دائم».

### وجهات نظر معاصرة
عندما ظهر تسويق الخدمات على شكل جزء فرعي منفصل ضمن مجال التسويق في بدايات ثمانينيات القرن العشرين، كان عبارة عن احتجاج على هيمنة النظرة التي تركز على المنتَج. عام 1960، تغير اقتصاد الولايات الأمريكية إلى الأبد. في ذلك العام، ولأول مرة في بلد تجاري رئيسي، كانت نسبة توظيف الأشخاص في قطاع الخدمات أكبر بكثير منها في الصناعات الإنتاجية. سرعان ما تبعت دول متطورة أخرى خطاها عن طريق التحويل إلى اقتصاد معتمد على الخدمات. سرعان ما بدأ العلماء ملاحظة أن الخدمات كانت مهمة بحد ذاتها، بدلًا من اعتبارها شيئًا يحتل المرتبة الثانية بعد السلع في أهميته. حفز هذا الاكتشاف حدوث تغيير في طريقة تعريف الخدمات. بحلول منتصف القرن العشرين، بدأ العلماء بتعريف الخدمات بناءً على ميزاتها الفريدة، وليس بمقارنتها بالسلع. تُظهر المجموعة التالية من التعاريف كيفية تعامل الباحثين مع جوانب متعددة لمنتجات الخدمات وتطوير تعاريف جديدة لها.
- «تُنتج الخدمات: تُنَفذ الخدمات» (راثميل، 1966).[13]
- «الخدمة عبارة عن نشاط أو سلسلة من النشاطات تحدث أثناء التفاعل مع شخص أو آلة مادية، وتحقق رضا المستهلك». (ليتينين، 1983).[14]
- «يُعتبر جوهر إنتاج الخدمة هو تجربة المستهلك الحقيقية... إنها العملية التفاعلية نفسها التي تحقق الفوائد التي يرجوها المستهلك». (باتيسون، 1992).[15]
- «الخدمات أفعال، وعمليات، وعروض». (زيثمال وبيتنر، 1996).[16]
- «الخدمات عمليات (نشاطات اقتصادية) تقدم الوقت، أو المكان أو الصيغة، أو حل مشكلة ما، أو قيمة تجريبية للمتلقي». (لوف لوك، 2007).[17]
- «يُعتبر مصطلح «الخدمة» رديفًا للقيمة. المورد لديه اقتراح بخدمة، لكن القيمة الفعلية تحدث أثناء عملية استخدام العميل واستهلاكه لها». (جوميسون، 2008).[18]

### وجهة نظر بديلة
تفترض إحدى وجهات النظر البديلة المطروحة حديثًا أن الخدمات تتضمن شكلًا من أشكال الاستئجار الذي يحقق العملاء المنفعة من خلاله. العملاء على استعداد للدفع مقابل تجارب وحلول طموحة تضيف قيمة لنمط حياتهم. يمكن استخدام مصطلح الاستئجار كمصطلح عام يصف الدفع مقابل استخدام شيء ما أو الوصول إلى مهارات أو خبرات، أو منشآت، أو شبكات (عادة لمدة محددة من الزمن)، بدلًا من شرائها بالكامل (وهو أمر غير ممكن في العديد من الحالات).
توجد أربع مجموعات شاملة ضمن إطار عمل عدم الملكية:
1. خدمات السلع المستَأجرة: تتيح هذه الخدمات للعملاء الحصول على حق مؤقت باستخدام سلع مادية يفضلون عدم امتلاكها (على سبيل المثال، القوارب والأزياء).
2. الإيجارات المحددة الزمان والمكان: تتيح هذه الخدمات استخدام جزء محدد من مساحة أكبر ضمن بناء، أو مركبة، أو منطقة أخرى يمكن أن تكون غاية بحد ذاتها (على سبيل المثال، حاوية تخزين في مخزن).
3. استئجار العمال والخبرات: يوَظف الناس ليقوموا بمهمة معينة يختار العملاء عدم القيام بها بأنفسهم (على سبيل المثال، تنظيف المنزل) أو غير قادرين على القيام بها بسبب نقص في الخبرة، أو الأدوات، أو المهارات (على سبيل المثال، تصليح السيارات والعمليات الجراحية).
4. الوصول إلى بيئات مادية مشتركة: من الممكن أن تكون هذه البيئات داخلية أو خارجية، حيث يستأجر العملاء حق مشاركة استخدام البيئة (على سبيل المثال، المتاحف، والمنتزهات، والنوادي الرياضية، ودروس الغولف التعليمية).
5. الوصول إلى أنظمة وشبكات واستئجارها: يستأجر العملاء حق المشاركة في شبكة معينة مثل الاتصالات، والمرافق، والخدمات المصرفية أو التأمين، وتختلف رسوم الاشتراك باختلاف مستويات الوصول.